# A Q-egység
A Q-egység (eredeti cím: Q-Force) 2021-es amerikai vígjátéksorozat, amelyet Gabe Liedman alkotott.
Amerikában és Magyarországon 2021. szeptember 2-án mutatta be a Netflix.
2022. június 27-én egy évad után törölték a sorozatot.

## Ismertető
A Q-egység, egy alulértékelt LMBT szuperkémcsapat. A vezetőjük Steve Maryweather (más néven Mary ügynök), egy James Bond-szerű meleg titkos, aki társaival együtt személyes és szakmai kalandok során próbálja bizonyítani rátermettségét. Egy nap Mary elhatározza, hogy bebizonyítja az Amerikai Hírszerző Ügynökségnek, hogy érdemes az elismerésükre, ezért megold egy ügyet. Az ügynökség azonban csak azzal a feltétellel hajlandó elfogadni őket, ha csapatukhoz csatlakozik egy heteroszexuális férfit.

## Szereplők

### Főszereplők
| Szereplők             | Eredeti hang   | Magyar hang       | Leírás |
| --------------------- | -------------- | ----------------- | --- |
| Steve Maryweather     | Sean Hayes     | Markovics Tamás   | Mary ügynök néven is ismert Steve korábban az AIA feltörekvő csillaga volt, mielőtt nyíltan felvállalta volna melegségét. Ő vezeti a Q-egységet, amelynek tagjai rajta kívül Stat, Nyunyó és Deb. |
| Nyunyó                | Matt Rogers    | Hamvas Dániel     | Meleg francia-kanadai, aki a „drag mestere” és a Q-egység tagja. |
| Deb                   | Wanda Sykes    | Makay Andrea      | Tehetséges leszbikus szerelő, a Q-egység tagja, és felesége van. |
| Stat                  | Patti Harrison | Nemes Takách Kata | Hacker, aki a Q-egység tagja. Az orientációja nem egyértelmű. Kapcsolatot alakít ki egy Jacqueline nevű, érző számítógépes programmal, amely női avatárt választ magának.                         |
| Dirk Chunley igazgató | Gary Cole      | Papucsek Vilmos   | Az AIA igazgatója, aki egyenes jellemű és keménykezű. |
| Rick Buck ügynök      | David Harbour  | Varga Rókus       | Heteroszexuális ügynök, akit akkor csatlakoztattak a Q-egységhez, amikor hivatalos kémekké váltak, és aki összekötőként szolgál köztük és az AIA között.                                          |
| V                     | Laurie Metcalf | Ősi Ildikó        | Az AIA helyettes igazgatója és a legmagasabb rangú nő az ügynökségnél, aki gyengéd érzelmeket táplál Mary iránt.                                                                                  |

### Mellékszereplők
| Szereplők         | Eredeti hang      | Magyar hang    | Leírás                                 |
| ----------------- | ----------------- | -------------- | -------------------------------------- |
| Benji             | Gabe Liedman      | Czvetkó Sándor | Meleg férfi, Mary szerelme.            |
| Mira Popadopolous | Stephanie Beatriz | Molnár Ilona   | Gyenorvya hercegnője, aki Buckkal jár. |

### Magyar változat
- Magyar szöveg: Kis János
- Hangmérnök és vágó: Halas Péter
- Gyártásvezető: Vigvári Ágnes
- Szinkronrendező: Szalay Csongor
- Produkciós vezető: Koleszár Veronika

A szinkront a Direct Dub Studios készítette.

## Epizódok
| Sor. | Év. | Cím                                       | Rendező              | Író                                         | Premier             |
| ---- | --- | ----------------------------------------- | -------------------- | ------------------------------------------- | ------------------- |
| 1.   | 1.  | Partizánakció (Rogue)                     | Josh Taback          | Gabe Liedman                                | 2021. szeptember 2. |
| 2.   | 2.  | A grillparti (Deb's BBQ)                  | Jeanette Moreno King | Megan Amram                                 | 2021. szeptember 2. |
| 3.   | 3.  | Túl a barátságon (Backache Mountain)      | Alex Salyer          | Guy Branum                                  | 2021. szeptember 2. |
| 4.   | 4.  | Európavíziós Dalfesztivál (EuropeVision)  | Josh Taback          | Matt Rogers                                 | 2021. szeptember 2. |
| 5.   | 5.  | Szigorúan bizalmas (WeHo Confidential)    | Alex Salyer          | Max Silvestri                               | 2021. szeptember 2. |
| 6.   | 6.  | A Titkárnők Bálja (The Secretaries' Ball) | Jeanette Moreno King | Chloe Keenan                                | 2021. szeptember 2. |
| 7.   | 7.  | Tarzana (Tarzana)                         | Josh Taback          | Ira Madison III                             | 2021. szeptember 2. |
| 8.   | 8.  | Titokzatos kód (Greyscale)                | Alex Salyer          | Liza Dye                                    | 2021. szeptember 2. |
| 9.   | 9.  | Coeur de la Mer (The Coeur de la Mer)     | Jeanette Moreno King | Zackery Alexzander Stephens and Tim Zientek | 2021. szeptember 2. |
| 10.  | 10. | Az üreg (The Hole)                        | Josh Taback          | Gabe Liedman                                | 2021. szeptember 2. |

## A sorozat készítése
Hayes és Milliner már egy ideje fontolgatták a sorozat ötletét. Milliner szerint egy kémes tévésorozatot nehéz elkészíteni, míg Hayes arról beszélt, hogy azon gondolkodtak, hogyan lehetne egy ilyen sorozatot megvalósítani animációs formában, miközben megőrzik egy James Bond-film szórakoztató elemeit. Hozzátette, hogy az animáció nagyobb szabadságot biztosít, mint egy élőszereplős sorozat. Milliner megjegyezte, hogy nem volt biztos benne, hogy a stúdiók zöld utat adnának egy olyan filmnek, amelyben egy meleg karakter a főszereplő ebben a műfajban, mert ez még mindig „a férfiasság egyik utolsó bástyája”, amelyet nehéz megtörni. Azt is elmondta, hogy a társszerző Michael Schurral való együttműködés gyorsan létrejött, mivel régi barátok voltak, és egyszerűen megkérdezte tőle, hogy részt venne-e a projektben, amire Schur igent mondott. Később Liedman az Animation Magazine-nak elmondta, hogy az ötlet egy „meleg James Bond” karakterből indult ki, majd Hayes, Milliner és ő együttesen dolgozták ki az elképzelést egy vígjátéksorozatról, amely queer titkosügynökökről szól. Ezt követően Liedman, Hayes, Milliner és Schur eladták az ötletet az Universal Televisionnek, amely jóváhagyta a projektet, majd a sorozat végül a Netflixhez került.
2019 áprilisában a Netflix berendelte a sorozat 10 epizódját. Bejelentették, hogy minden epizód 30 perces lesz. Ugyanekkor több forrás is arról számolt be, hogy Sean Hayes fogja szinkronizálni a sorozat főszereplőjét. Szintén 2019 áprilisában megerősítették, hogy Gabe Liedman lesz a showrunner, míg Sean Hayes, Todd Milliner és mások vezető producerként dolgoznak majd a sorozaton. Később Liedman elárulta, hogy „mindig is tudták”, hogy Hayes játssza majd a főszerepet. 2019 decemberében Liedman elmondta, hogy a sorozat írói ekkor kezdték összeállítani az epizódokat.
2020 januárjában jelentették, hogy a sorozat animációját a Titmouse, Inc. kanadai stúdiója készíti. 2020 áprilisában az Animation Magazine és a Deadline Hollywood arról számolt be, hogy a Writers Guild of America West megállapodást kötött a sorozat alkotóival annak érdekében, hogy az animációs sorozat gyártása a koronavírus-világjárvány ellenére is folytatódhasson. Egy későbbi interjúban Liedman elmondta, hogy az írás több mint fele, valamint az összes szinkronmunka és animáció „elszigetelten” készült a járvány miatt, és az első évad elkészítése körülbelül 18 hónapot vett igénybe. 2020 szeptemberében bejelentették, hogy Guy Branum társ-vezető producerként csatlakozik a projekthez. Chloe Keenant szintén megerősítették a sorozat egyik írójaként.